# Покраински комитет на Македония
Покраинският или Покрайненският комитет на Македония е областната комунистическа организация във Вардарска Македония от 1939 до 1943 година. Комитетът води непостоянна политика и често влиза в противоречие със собствените си принципи. Това е така предимно заради натиска от страна на ЮКП, въпреки който комитетът води политика съобразена с тази на БРП. При създаването си през 1939 г. Комитетът е част от Югославската комунистическа партия. През 1941 година той преминава към Българска работническа партия под името Покрайненски комитет на работническата партия в Македония. По-късно същата година организацията повторно се връща към ЮКП, а в началото на 1943 година се разпуска, като вместо него е създадена Македонската комунистическа партия.

## История
В началото на 1939 г. e взето решение на ЦК на ЮКП за сформиране на Покрайненски комитет на Комунистическата партия на Югославия за Македония. С тази цел през август на същата година в Скопие е изпратен сърбинът Светозар Вукманович, под чието ръководство на 8 септември се провежда организирането на местния комитет. За негов първи секретар е избран друг сърбин – Блажо Орландич, а за членове Методи Шаторов, Орце Николов, Страхил Гигов и Добривое Видич. След организирана голяма демонстрация в Скопие през декември, Орландич е арестуван и осъден на една година затвор. При тези обстоятелства през февруари 1940 година на съвещание е избрано ново ръководство на ПК в състав: секретар Методи Шаторов и членове Перо Ивановски, Орце Николов, Коце Стояновски и Добривое Видич. През юни 1940 година е съставена национална програма на организацията. На 8 септември 1940 година е проведена конференция на Водно край Скопие, на която е изработена политическа резолюция, гласувано е ново ръководство и са избрани делегати за конференцията на ЮКП в Дубрава край Загреб (19 – 23 октомври 1940 година). Под ръководството на Методи Шаторов ПК на Македония следва стриктно политиката на Коминтерна и поддържа близки връзки с Георги Димитров.
След разгрома на Кралство Югославия през април 1941 година в хода на Втората световна война, ПК се отнася благосклонно към установяването на Българско управление във Вардарска Македония. Някои членове на ПК като Панко Брашнаров и Страхил Гигов, дори участват в дейността по формирането на Българските акционни комитети. През май 1941 година Методи Шаторов отпътува за София, където договаря преминаването на ПК на Македония към Българската работническа партия, отказва да приема нареждания от ЮКП и прогонва сърбите Блажо Орландич и Добривое Видич от ръководството на комитета. Заради тези си действия ПК на Македония е подложена на силен натиск от страна на Йосип Броз Тито. След нападението на Германия срещу СССР през юни и променената геостратегическа ситуация, Изпълнителният комитет на Коминтерна взема решение, с което администрирането на ПК в Македония се връща на ЮКП, а Методи Шатаров е изключен от партията през септември. Междувременно, през юли към ПК на Македония се създава военна комисия, която да организира комунистическа съпротива във Вардарска Македония, но условията за масовизирането ѝ липсват, макар че през август към нея е създаден Главен щаб на Народоосвободителната армия и партизанските отряди на Македония.
При тази ситуация, изпратеният пълномощник на ЦК на ЮКП Драган Павлович, формира нов Областен комитет в края на септември 1941 година, в чийто състав включва Лазар Колишевски, Бане Андреев, Борка Талески, Мара Нацева и Благой Янков. След като Лазар Колишевски е арестуван на 6 ноември 1941 година, секретарското място е заето от Бане Андреев. Той възстановява връзките на комитета с БРП и като цяло води политика по защитаването на българските интереси. Като наблюдатели от страна на БРП към Комитета са придадени Боян Българанов и Петър Богданов, които подкрепят пробългарската линия на Андреев. Ситуацията започва да се променя през юни 1942 година, когато през пролетта Андреев е арестуван от българската полиция. В резултат започва фракционистка борба между двата лагера. Вера Ацева и Борко Темелковски са отстранени като „фракционисти“, а Цветко Узуновски създава временен областен комитет, който с помощта на Кузман Йосифовски и Темелковски се опитва да вземе надмощие.
През август 1942 г. в помощ на този комитет е изпратен инструкторът Добривое Радославлевич. През септември пълномощникът на ЦК на ЮКП Радосавлевич формира новия Областен комитет със секретар Кузман Йосифовски и членове Борко Темелковски, Мирче Ацев и Страшо Пинджур. В началото на 1943 година във Вардарска Македония пристига Светозар Вукманович – Темпо, който ръководи разпускането на ПК на Македония и създаването на Македонската комунистическа партия. Така македонските комунисти попадат изцяло под контрола на Тито. Вестник „Политика експрес“ пише в 1978 година, че Светозар Вукманович тогава очиства партизанските и партийните редици от привържениците на Шатаров и всякакви други пробългарски елементи.